# Haminanlax

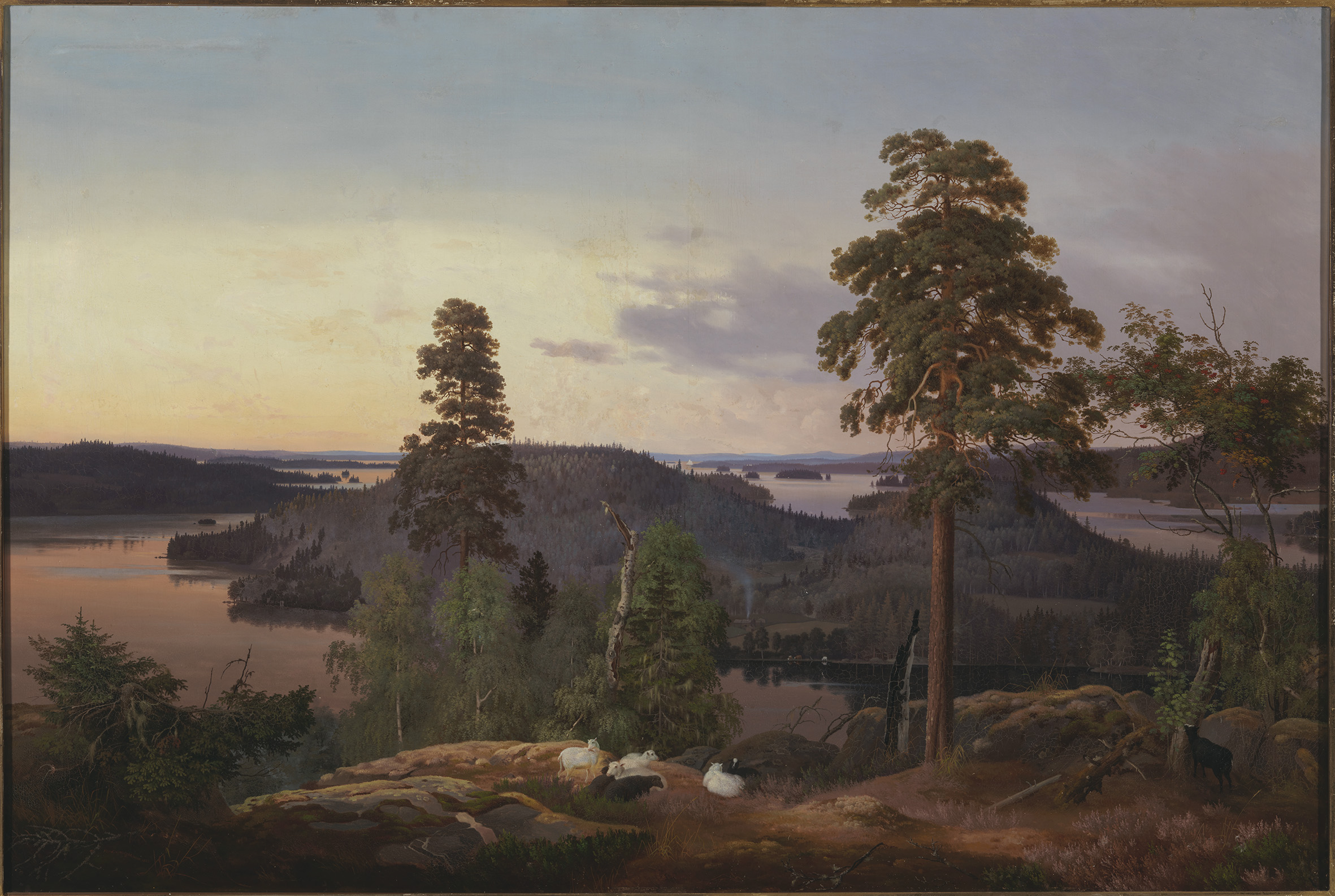
Landskap av Ferdinand von Wright 1853.

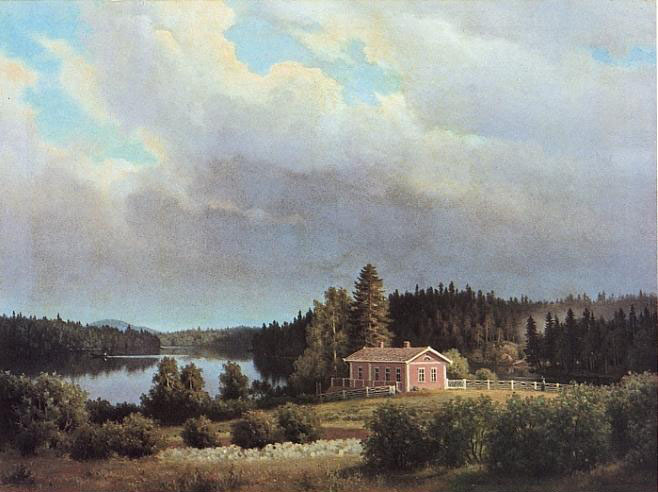
Landskap av Ferdinand von Wright 1877.

Haminanlax (ofta: Haminanlaks, ibland: Haminalax, finska: Haminalahti) är en by cirka 8 kilometer sydväst om centrala Kuopio i Finland. Byn är mest känd för godset med samma namn och ligger vid en vik till sjön Kallavesi. Godset ägdes 1759–1910 av släkten von Wright och har bebotts av bland andra de tre konstnärsbröderna von Wright. Särskilt Ferdinand von Wright inspirerades av omgivningarna och många av hans målningar avbildar vyerna kring Haminanlax.